# Narcis (jméno)
Narcis je mužské křestní jméno řeckého původu. Je totožné s názvem květiny narcis. Mytologický hrdina tohoto jména byl proměněn v narcis. Stalo se mu tak za trest proto, že pohrdl láskou nymfy a zamiloval se do svého obrazu. Podle katolického kalendáře slaví svátek 29. října.

## Známí nositelé jména
- Ladislav Narcis, český básník, prozaik a literární historik
- Sv. Narcis